# آورن
آورن (به فرانسوی: Avernes) یک کمون در فرانسه است که در Seine-et-Oise واقع شده‌است. آورن ۱۷٫۱۵ کیلومتر مربع مساحت دارد.